# バーイロ
バーイロ（伊: Bairo）は、イタリア共和国ピエモンテ州トリノ県にある、人口約800人の基礎自治体（コムーネ）。

## 地理

### 位置・広がり

#### 隣接コムーネ
隣接するコムーネは以下の通り。
- アリエ
- トッレ・カナヴェーゼ
- オゼーニャ
- カステッラモンテ